# Tabódy Tibor
Vitéz tabódi és fekésházi Tabódy Tibor Sándor Jenő (Budaháza, 1885. június 18. – Zalaegerszeg, 1936. június 4.) császár és királyi kamarás, Zala vármegye főispánja, máltai lovag, országgyűlési képviselő, politikus, a Regnum Marianum katolikus alapító elnöke.

## Családja és származása
A régi római katolikus nemesi származású tabódi és fekésházi Tabódy család sarja. Az Ung vármegyei Budaházán született. Apja tabódi és fekésházi Tabódy Jenő (1839–1898) királyi tanácsos, Ung vármegye főjegyzője, földbirtokos, anyja széki Széky Berta úrnő volt. Apai nagyszülei ifjabb Tabódy Pál (1788–1868), táblabíró, földbirtokos és Csathó Karolina (1808–1847) voltak. Nagyapjának az elsőfokú unokatestvére, idősebb Tabódy Pál, Bereg vármegye megye főnöke volt.

## Élete
Az ungvári gimnáziumba járt, majd a nagyváradi honvédapród iskolában végzett, és ekkor aktív tisztként szolgált a 11. számú munkácsi és a 18. számú soproni honvédgyalogezredben 1918 végéig. Az első világháborúban hősiesen harcolt, ezért több kitüntetést szerzett, és vitézzé avatták. A háború után őrnagyként vonult nyugalomba, és ekkor a Tanácsköztársaság elleni ellenforradalmi mozgalmakba kapcsolódott be; a főváros VII. kerületében élére állt az ellenforradalmi mozgalomnak. Shvoy Lajos székesfehérvári püspökkel megszervezte Budapesten a VII. területi Regnum Marianum katolikus egyházközséget, amelynek világi elnöke lett. Ebben az egyházközségi mozgalomban jelentős szerepet töltött be. Tabódy Tibor 1925-ben kapcsolódott bele a politikai életbe, amikor Budapesten belépett Wolff Károly keresztény községi pártjába. Az 1926-os országgyűlési választások alkalmával a főváros északi kerületében kereszténypárti programnál pótképviselővé választották, és amikor 1928 novemberében Csilléry András lemondott mandátumáról, bekerült a képviselőházba.
A Gömbös Gyula-kormány megalakulása után kilépett a keresztény pártból, és Gömbös pártjához csatlakozott. Érdemeiért 1927-ben a szuverén máltai lovagrend lovagjává avatták, és e minőségben a török idő óta ő lett a rend első Magyarországon avatott lovagja. Vitéz Tabódy Tibort a kormányzó 1935. március 7-én nevezte ki Zala vármegye főispánjává, amikor a Zala megyei legitimista körök leszavaztatták Gyömörey György főispánt, aki a Gömbös kormányát kezdte pártolni. Tabódy főispánt, mint volt keresztény párti képviselőt kezdetben bizalommal fogadta Pehm József zalaegerszegi plébános, a zalamegyei legitimista körök nagy vezetője, de az új zalai főispán a nemzetgyűlési választásokon tanúsított erőszakos magatartása miatt politikai ellenfele lett. A főispáni széket 1935. március 8. és 1936. június 4. között töltötte be; nagy szorgalommal és ügyes intézkedésekkel dolgozott ez idő alatt.
Többnapos rosszullét után egy hirtelen szívszélhűdésben hunyt el Zalaegerszegen 1936. június 4-én. Halála után a magyar kormány gróf Teleki Bélát zalai főispánná nevezte ki.

## Házassága és gyermekei
Felesége a polgári származású Trinkl Hermin (1893–1958), akinek a szülei Trinkl István (1865–1914) soproni téglagyáros, és Lenk Henriette voltak. Tabódy Tibor és Trinkl Hermin házasságából született:
- Tabódy Eszter. Férje lestakoveczi Mattiassich Ferenc.
- Tabódy Pál
- Tabódy Mária
- Tabódy István (1921–2000) katonatiszt, később pap.